# さつきちひろ
さつき ちひろ（Chihiro Satsuki・1985年5月18日 - ）は、日本の元タレント、元グラビアアイドル。
東京都出身、プロダクションアンカーに所属していたが、2015年6月28日付のブログで、芸能活動ができないことを報告、芸能界を引退した。

## 人物
- 趣味：サーフィン鑑賞（指導経験アリ）・引越し・マリオカート
- 特技：マリオカート・二重跳び
- 3歳上の兄がいる[2]。
- バラエティLIVE『LUCKY×2』のスタート時から出演しており、毎回出演アイドルが入れ替わっている中で唯一ずっと出演し続けた。クイーンズパティオチャットでは、唯一ずっと水着で出演し、参加者の目を釘付けにしていた。

## 出演

### テレビ番組
- オールスター感謝祭（TBS） - アシスタント
- 極嬢ヂカラ（テレビ東京）

### テレビドラマ
- 法医学教室の事件ファイル（テレビ朝日）
- 私が恋愛できない理由（フジテレビ）
- ハンマーセッション!（TBS）
- シマシマ（TBS）

### 雑誌
- 日刊ゲンダイ「＠失礼します」
- 徳間書店「週刊アサヒ芸能」
- マリン企画「月刊サーフィンライフ」
- 小学館「sabra」

### WEB・携帯サイト
- BBガールズ
- ミート・ザ・ガール
- ライブチャット「アイドル誕生TV」
- ヤングチャンピオン「モバグラ選手権」
- 加納典明ワールド
- インターネット放送局　あっ！とおどろく放送局「GIRLS TRAIN」

## 作品

### DVD
- 1stDVD「ちひろ」（2009年8月25日）